# Comté d'Artois
Pour les articles homonymes, voir Artois (homonymie).
25 septembre 1237 – 10 août 1678
440 ans, 10 mois et 16 jours
Entités précédentes :
- Pagus Atrebatensis
( comté de Flandre)

Entités suivantes :
- province d'Artois ( Royaume de France)

Le comté d'Artois est une ancienne seigneurie du Nord de la France. Donné en apanage à Robert Ier, frère de Louis IX, le territoire est érigé en comté en 1237. Il rejoint les dix-sept provinces bourguignonnes par héritage en 1382 et se rapprochera du Saint-Empire jusqu'à en devenir partie intégrante par le traité de Madrid en 1526. Lors de la partition de l'héritage de Charles Quint, le comté se retrouve dans les Pays-Bas Espagnols jusqu'à son annexion progressive par Louis XIV : il est alors divisé en 1659 entre la partie espagnole constituée des villes d'Aire et de Saint-Omer nommé l’Artois réservé et la partie française appelé Artois cédé. La paix de Nimègue de 1678 supprime définitivement le comté d'Artois en l'intégrant pleinement à la France dans la généralité d'Amiens.
Le comté d'Artois, ne corresponds pas au pays d'Artois, ou Artois propre, associé aux alentours d'Arras et de Houdain.

## Géographie
Le comté était limité au nord par le comté de Flandre, à l'est par les comtés de Flandre et de Hainaut, à l'ouest et au sud par la province de Picardie. Il correspond à la plus grande partie de l'actuel département du Pas-de-Calais. Sa capitale est Arras et les principales villes Avesnes, Hesdin, Bapaume, Saint-Pol-sur-Ternoise, Aubigny, Béthune, Lens, Aire et Saint-Omer. L'ancien comté été composé en grande partie des collines de l'Artois, selon un axe nord-ouest/sud-est ; au nord, les collines dominent la plaine flamande et à l'est elles dominent des plaines en direction de la Gohelle, et, plus au sud, la plaine agricole d'Arras.

## Histoire

### Des territoires gagnés sur la Flandre (1180-1227)
Le territoire de l'Artois relevait du comté de Flandre. Au moment où le comte de Flandre Philippe d'Alsace mariait sa nièce Isabelle, fille de Marguerite et de Baudouin V de Hainaut, à Philippe Auguste (1180), il engagea, à titre de dot de la jeune reine, une notable portion de ses États (Arras, Saint-Omer, Aire, Hesdin).
Après la mort de Philippe d'Alsace, le traité d'Arras (octobre 1191) confirma que le comté de Flandre perdait, au profit de Philippe Auguste tout l'ancien Boulonnais, l'ancien Ternois et le pagus Atrebatensis, sauf Douai et la partie de l'Ostrevent occidental qui en était voisine.
Le roi reçut le serment de ses nouveaux vassaux immédiats du Boulonnais et du Ternois.
Vers la fin de 1195, Philippe Auguste, par un acte dressé à Vernon, reconnut à Baudouin IX le château de Mortagne et renonça à toute prétention sur Douai et Lécluse. En contrepartie, le comte abandonnait tous les droits qu'il pouvait avoir sur les comtés de Boulogne et de Guînes et sur le château d'Oisy, ce qui paraît impliquer la renonciation à la châtellenie de Cambrai.
Mais lorsque Richard d'Angleterre se trouva aux prises avec le roi de France, Baudouin n'hésita pas à tenter de nouveau la fortune des armes, et pour récupérer les territoires que ses prédécesseurs avaient possédés, il conclut dès le mois de septembre 1196 le traité de Rouen, renouvelé aux Andelys en 1197 : les deux contractants s'engageaient à ne pas faire de paix séparée avec Philippe Auguste. La plupart des grands de Flandre et de Hainaut ratifièrent ces conventions auxquelles adhéra aussi le comte Renaud de Boulogne.
Renaud, qui se plaignait d'un déni de justice de la part de Philippe Auguste, avait porté directement son hommage au comte de Flandre et il avait entraîné avec lui le comte Baudouin II de Guînes. C'était une violation du traité d'Arras. Baudouin, sans tarder, mit le siège devant Arras.
Différentes circonstances conduisirent Baudouin à traiter, et il obtint par la paix de Péronne (2 janvier 1200) des conditions relativement avantageuses. Philippe Auguste abandonnait Saint-Omer, Aire, les fiefs de Guînes, d'Ardres, de Lillers, de Richebourg, de La Gorgue, ainsi qu'une terre que l'avoué de Béthune tenait au-delà du fossé ; il confirmait la renonciation relative à Mortagne, et ajoutait qu'au cas où son fils Louis VIII mourait sans héritier, toute la Flandre dans son ancienne extension ferait retour à Baudouin, sans obligation de relief, sauf pour son héritier.
Le roi conservait Arras, Bapaume, Lens, Boulogne, Saint-Pol, Hesdin, Béthune, c'est-à-dire que la restitution opérée à Péronne ne consistait qu'en une bande assez étroite de territoire, le long de la frontière, depuis Béthune jusqu'à la mer. Ces concessions étaient le prix de l'abandon de l'alliance anglaise.
En 1211, Jeanne, héritière de la Flandre, et Ferrand, son époux, allèrent prêter hommage à Philippe Auguste, mais Louis de France, profita de leur séjour à Paris pour mettre la main sur Aire et Saint-Omer, que le récent pacte, signé en 1200, avait restitués à la Flandre. Ferrand et Jeanne durent ratifier cet état de fait ; le traité de Pont-à-Vendin (25 février 1212 ou 24 février 1211) annulait le traité de Péronne.
L'année suivante, Philippe résolut d'attaquer l'Angleterre et Ferrand refusa de le suivre et prétendit exiger l'hommage du comte de Guînes, Arnoul II ; il envahit son territoire et emmena prisonnière en Flandre sa femme Béatrice de Bourbourg.
L'alliance du comte de Flandre et du comte de Boulogne avec le roi Jean sans Terre et avec Otton IV se dénoua sur le champ de bataille de Bouvines (27 juillet 1214). Ferrand fut emmené en captivité à Paris (dans une prison du Louvre).
Renaud de Boulogne, prisonnier comme le comte de Flandre, fut enfermé à Péronne où il mourut. Philippe Auguste l'avait dépouillé de son comté pour le donner à son propre fils Philippe, qu'il avait marié à Mathilde, fille d'Ida et de Renaud.
Ferrand demeura captif pendant douze ans et ne sortit de sa prison qu'après la mort de Louis VIII ; il avait signé, en avril 1226, le traité de Melun qui, au début de la régence de Blanche de Castille, fut légèrement modifié. C'est alors, le 6 janvier 1227, que Ferrand recouvra sa liberté.
Ce traité consacrait définitivement l'abandon des territoires dont l'ensemble devait plus tard constituer le comté d'Artois ; par le silence même qu'il gardait à leur égard, il supposait irrévocable cette cession.

### Un comté donné en apanage
Louis VIII, qui mourut le 8 novembre 1226, avait par son testament constitué l'Artois en apanage à son second fils, Robert, encore enfant. Ce ne fut qu'en 1237 que Robert releva de son frère Louis IX la terre d'Artois : Arras, Saint-Omer, Aire, Hesdin, Bapaume, Lens et leurs dépendances. Louis IX avait confirmé les dispositions de son père à cet égard, en ajoutant que Hesdin, Bapaume et Lens, qui formaient le douaire de leur mère Blanche de Castille, ne devaient être remis à Robert qu'à la mort de Blanche ; mais celle-ci survécut à son fils : Robert Ier d'Artois périt à Mansourah en 1250 et la reine ne mourut qu'en 1252.
L'Artois passa au fils de Robert Ier, Robert II. En 1297, le comté d'Artois est érigé en comté-pairie. Robert II fut tué à Courtrai en 1302. Le comté est alors disputé entre son petit-fils Robert III et sa fille Mahaut, et la Cour des pairs finit par trancher en faveur de la comtesse Mahaut.
Mahaut épousa le comte de Bourgogne Othon IV. Elle mourut en 1329, laissant une fille Jeanne, qui, dès 1303, avait tenu le comté de Bourgogne comme héritage de son père et qui, en Artois, succéda à sa mère, à laquelle elle ne survécut que de quelques mois (1330).
Jeanne, mariée au roi Philippe V, en avait eu une fille du même nom qui, en 1318, épousa Eudes IV, duc de Bourgogne, auquel en 1330, à la mort de sa mère, elle fit passer l'Artois et la Franche-Comté. Eudes IV mourut en 1349. Son petit-fils, Philippe de Rouvre fut uni, en 1357, à Marguerite de Male, encore enfant à cette époque et qui se trouva veuve dès 1361.
Huit ans plus tard, Marguerite se remariait avec Philippe le Hardi que son père, le roi Jean II, venait d'investir (6 septembre 1363) du duché de Bourgogne, vacant par le décès de Philippe de Rouvre.
Quant à l'Artois et à la Franche-Comté, que ce même Philippe de Rouvre avait tenus de son aïeule Jeanne, femme d'Eudes IV, ils remontèrent à sa grand-tante, Marguerite de France, sœur de Jeanne, fille de Philippe V.
Marguerite de France était veuve alors de Louis de Crécy (mort en 1346), et à sa mort, en 1382, ce fut leur fils Louis de Male qui hérita de ces principautés.
L'Artois avait ainsi fait retour à la maison de Flandre, et la seigneurie de Béthune, qui y avait été adjointe par Philippe le Bel en 1311, avait suivi les mêmes destinées.
Les comtés de Boulogne, de Guînes et de Saint-Pol demeurèrent dans la mouvance de l'Artois, et, à l'exception des territoires qui furent temporairement occupés par l'Angleterre, ils suivirent ses destinées. Fin juin 1346, dans le cadre de la guerre de Cent Ans, le roi Édouard III d'Angleterre pressa les échevins et les consuls des villes flamandes de Gand, Bruges et Ypres de lever des gens d'armes pour envahir l'Artois, et afin de les encourager, le roi leur envoie un renfort de six cents archers anglais qui, à Gand, le 16 juillet, se mettent sous le commandement du comte Henri de Flandre.
À la mort de Louis de Male (1384), l'Artois échut à Marguerite de Male et à son époux Philippe le Hardi, duc de Bourgogne. En 1477, à la suite de la mort de Charles le Téméraire, et en dépit de la déclaration de Louis XI, il passe avec une grande partie des États Bourguignons au pouvoir de la maison de Habsbourg, à qui il est enlevé par conquête en 1640, réunion confirmée par le traité des Pyrénées en 1659 et la paix de Nimègue en 1679.
Le titre de comte d'Artois a été porté par plusieurs princes, dont le second frère cadet de Louis XVI, devenu ensuite Charles X. Avant la Révolution, l'Artois était un pays d'états.